# Библиотека „Иван Вазов“ (Ботевград)
Библиотека „Иван Вазов“ при НЧ „Христо Ботев 1884“ е съвременна общообразователна институция в община Ботевград. Библиотеката комплектува, обработва и съхранява различни библиотечни фондове, обслужва читателите, извършва справочно-библиографска и информационна дейност, изпълнява организационно-методически функции на територията на Ботевград. Предоставя за свободно ползване библиотечно-информационните си ресурси.
Съдейства за повишаване на образователното ниво, продължаващото образование, информираността, качеството на живот, социалната интеграция и разширяването на електронния достъп до информацията.

## История на библиотеката
Библиотека „Иван Вазов“ – Ботевград води началото си от 1883 г. с откриването на читалище „Напредък“. Първоначалният книжен фонд е 700 – 800 тома, образуван от дарения на местни родолюбиви орханийци.
За организирана библиотечна дейност може да се говори едва след 1924 г., когато в новооткритата читалищна сграда се обзавежда специално помещение за библиотека.
През 1973 г. библиотеката се премества в новата сграда на читалище „Христо Ботев“. Нейният фонд наброява вече 45 000 тома.
На 17 септември 1981 г. отваря врати за своите читатели новата сграда на читалищна библиотека „Иван Вазов“.
Днес библиотеката притежава 84 911 тома книги, периодика, аудиовизуални документи, графика, нотни издания и др. Обслужва 2000 постоянни читатели, раздава 48 000 библиотечни документи на година и се посещава 26 000 пъти годишно.
Читателите в библиотеката се обслужват от три отдела: Заемна за възрастни, Детски отдел и Справочно-библиографски и информационен отдел. Трите отдела разполагат с интернет връзка.
От 2003 г. започва и автоматизацията на основните библиотечни процеси. Библиотеката разполага с Интегрирана библиотечно-информационна система (ИБИС) E-Lib.
През 2007 г. в библиотеката се разкрива Специализирана читалня за студенти от Международното висше бизнес училище.
На 2 декември 2010 г. в библиотека „Иван Вазов“ – Ботевград е инсталирана и тествана компютърна техника по програма „Глобални библиотеки – България“. Библиотеката получава 13 компютри, един лаптоп, мултифункционално устройство, цветен принтер, проектор и екран.

## Структура и дейност на библиотеката

### Отдел Заемна за възрастни
Обслужва всички категории читатели над 14-годишна възраст. Тук се извършва цялостната регистрация на новите читатели – срещу официален документ за самоличност и такса се издават читателски карти, с които могат да се ползват всички отдели на библиотеката. Над 60 000 тома книги, подредени по отрасли на знанието на свободен достъп и в книгохранилище, се предоставят за ползване за дома. Чрез традиционните каталози (азбучен и систематичен) и електронния каталог на библиотеката се извършват библиографски търсения и справки. Организират се изложби, срещи с писатели.

### Детски отдел
Регистрира и обслужва читатели до 14-годишна възраст. Отделът разполага с фонд от около 16 000 тома книги, детски списания, аудиокасети с приказки. Поддържа електронен, систематичен и заглавен каталог, тематична картотека. В читалнята на Детски отдел на разположение са много богато илюстрирани енциклопедии и разнообразни справочници.
Отделът има разработени различни програми, съобразени с възрастовата група на читателите. Провежда часове по различни учебни дисциплини, уроци по краезнание, лекции, беседи, посветени на бележити дати и събития. За най-малките читатели на Ботевград се организират утра, срещи с детски автори.

### Справочно – библиографски и информационен отдел
Осигурява бърза и точна информация за читателите чрез традиционното библиотечно обслужване, автоматизираните бази данни и Интернет. Поддържа база данни от аналитични описания на статии от книги и сборници. В отдела се извършват библиографски справки, информационно търсене (включително и в Интернет), библиографски консултации, отговори на информационни запитвания по електронна поща и телефон, беседи за библиотечно-библиографски знания, компютърни услуги – принтиране и сканиране. Поддържат се тематични картотеки и се съхранява периодичния печат. Притежава добре организиран справочен апарат.
Компютърната зала разполага с 10 компютъра, скенер, принтер и мултимедия. Има постоянен и бърз достъп до интернет.
Библиотека „Иван Вазов“ Ботевград изпълнява успешно своите функции, свързани с предоставянето на информационни ресурси и услуги за удовлетворяването на образователните, информационни, културни и личностни потребности на своите ползватели.
Основни приоритети в дейността на библиотеката са:
- Въвеждане на иновативни услуги, базирани на новите технологии и отговарящи на нуждите на потребителите.
- Подпомагане образованието и самообразованието на различни целеви групи от общността – библиотекари, ученици, хора от третата възраст.
- Предлагане на качествено обслужване, базирано на висока професионална квалификация на библиотечните специалисти.
- В дейността на библиотеката са предвидени:
- Библиотечни уроци и презентации;
- Срещи с видни личности – писатели и поети;
- Организиране на дни на четенето по време на ваканциите;
- Работа с деца от детските градини;
- Арт работилници – изработване на различни неща от естествени и подръчни материали;
- Отбелязване на традиционни празници и обичаи и чествания на бележити дати и събития;
- Правна информация в библиотеката;
- Курсове за начална компютърна грамотност.

## Контакти
- Адрес: гр. Ботевград 2140, пл. „Освобождение“ 12
- Телефон: 072 366 195
- Електронна поща: lib_botevgrad@abv.bg
- Официална страница

### Работно време

#### Лятно работно време
- 8.30 – 12.30
- 14.00 – 18.00
- Почивни дни – събота и неделя

#### Зимно работно време
- 8.30 – 18.00
- Почивни дни – събота и неделя